# スコッツバレー
スコッツバレー（Scotts Valley）は、アメリカ合衆国カリフォルニア州のサンタクルーズ郡にある都市。人口は1万2224人（2020年）。サンタクルーズの北の盆地にあり、サンタクルーズとサンノゼを結ぶ州道17号線が市内を縦断している。

## 歴史
西洋人の到来以前はオローニ族が住んでいた。知られるかぎり西洋人ではじめてスコッツバレーに住んだのはカムチャツカ生まれのロシア系スペイン人ホセ・アントニオ・ボルコフで、1833年に現在のスコッツバレーに相当するランチョ・サン・アグスティンの所有を認められた。1839年に、テネシー州生まれのアメリカ系スペイン人で、ボルコフと姻戚関係にあったジョゼフ・ラッド・メージャーズがわずか400ドルでボルコフからランチョを譲られた。
ランチョの3代目の所有者がハイラム・ダニエル・スコットである。スコットは今のメイン州生まれの船乗りで、サンタクルーズに住んでいたが、カリフォルニア・ゴールドラッシュのときに金を掘りあて、またストックトンへ行って、サンワーキン川の渡し船の事業とホテルの経営によって大金持ちになった。1852年にサンタクルーズに戻って、メージャーズのランチョを25,000ドルで購入した。「スコッツバレー」という地名はスコットにちなむ。スコットが住んだ家は現在も保存されている。スコットは1856年に父に土地の所有権を移し、その後本人は今のアリゾナ州に引っ越した。19世紀後半にスコッツバレーはサンタクルーズ山地を越える駅馬車の駅のある土地として知られた。州道17号線は1940年に完成した。
1947年に、風変りな形に曲げられた木を見せる「Tree Circus」というアトラクションが作られた。その後、恐竜の像をあしらった「Lost World」に変化したが、1965年に所有者が死亡し、その後しばらくして閉園した。木は1983年にギルロイに移され、今も見ることができる。
1957年には市の北部にサンタ村(Santa's Village)という遊園地が開園した。サンタクロースが夏を過ごす場所というふれこみのテーマパークだったが、1977年に倒産した。現在は街路名のみが残っている。
アルフレッド・ヒッチコックは1940年から1972年までスコッツバレーの北に別荘を所有していた。

## 気候
盆地の高い所にあるため、海に近くて霧につつまれがちなサンタクルーズに比べると日中の気温が高めである。

## 人口
スコッツバレーの家の数は1930年代には1ダースに満たなかった。1970年代には人口が5,000人を越えた。2010年の人口統計では11,580人である。

## 交通
サンタクルーズとサンノゼ方面を結ぶ州道17号線が市を縦断している。また、西隣のフェルトンで州道9号線に接続する。
ダウンタウンのそばにバスの乗り換えセンターがあり、サンタクルーズとサンノゼを結ぶハイウェイ17バスが止まるほか、サンタクルーズやフェルトン方面を結ぶメトロ・バスが走っている。
サンノゼへは車で30分程度の距離であり、通勤圏内にある。Yahoo!やAppleなどのシリコンバレーの会社が社員のためにシャトルバスを運行しているが、乗り換えセンターを無断で使っていることが問題視されている。
かつては小さな空港があり、1981年にアップルのスティーブ・ウォズニアックがここで軽飛行機の墜落事故を起こした。1983年に閉港し、現在は公園になっている。

## 産業
過去においてスコッツバレーに本社のあった著名な会社には以下がある。
- シーゲイト・テクノロジー - ハードディスクドライブの大手製造会社。2011年に本社はクパチーノに移転した。
- E-MU Systems - シンセサイザー、MIDIの会社。1993年にクリエイティブテクノロジーに買収された。
- ボーランド - Delphi、InterBaseなどで知られるソフトウェア会社。2008年にエンバカデロ・テクノロジーズに買収された。
- アビザ・テクノロジー - 半導体製造装置会社。2009年に破産した後、住友精密工業に買収された。
- ネットフリックス - オンラインDVDレンタル大手。のちにロスガトスに移転した。
- イーストン＝ベル・スポーツ - スポーツ用品の会社。

ベサニー大学(英語版)は4年制の私立大学で、もと1911年にサンフランシスコでペンテコステ派（アッセンブリーズ・オブ・ゴッド）の教育施設として創立したが、1950年にスコッツバレーに移転した。2011年に閉校した。